# Gerda Weissensteiner
Gerda Weissensteiner (n. 3 ianuarie 1969, Bozen, Italia) este o sportivă ce a reprezentat Italia, medaliată olimpică. A participat la 6 ediții ale Jocurilor Olimpice (1988, 1992, 1994, 1998, 2002, 2006) în care a câștigat o medalie de aur și o medalie de bronz în probele de sanie și bob.